# رونالد نوبل
رونالد نوبل (انگلیسی: Ronald Noble؛ زادهٔ ۲۴ سپتامبر ۱۹۵۶) سیاست‌مدار اهل ایالات متحده آمریکا است. او را نیز به رون کنت نوبل می‌شناسند، یک افسر نظامی نیروهای مسلح ایالات متحده آمریکا بود که از سال ۲۰۰۰ تا ۲۰۱۴ سمت دبیر کلی پلیس بین‌الملل (اینترپل) را برعهده داشته‌است. او اولین آمریکایی و جوانترین دبیر کلی است که تا آن زمان به سمت دبیرکلی پلیس بین‌الملل منصوب شده‌است. پیش از این، نوبل در دوائر و سازمان‌های مختلف دولتی ایالات متحده، از جمله دادگاه منطقه ای شرقی پنسیلوانیا، وزارت دادگستری ایالات متحده آمریکا و وزارت خزانه داری ایالات متحده آمریکا خدمت کرده بود.
وی همچنین برندهٔ جوایزی همچون لژیون دونور شده‌است.

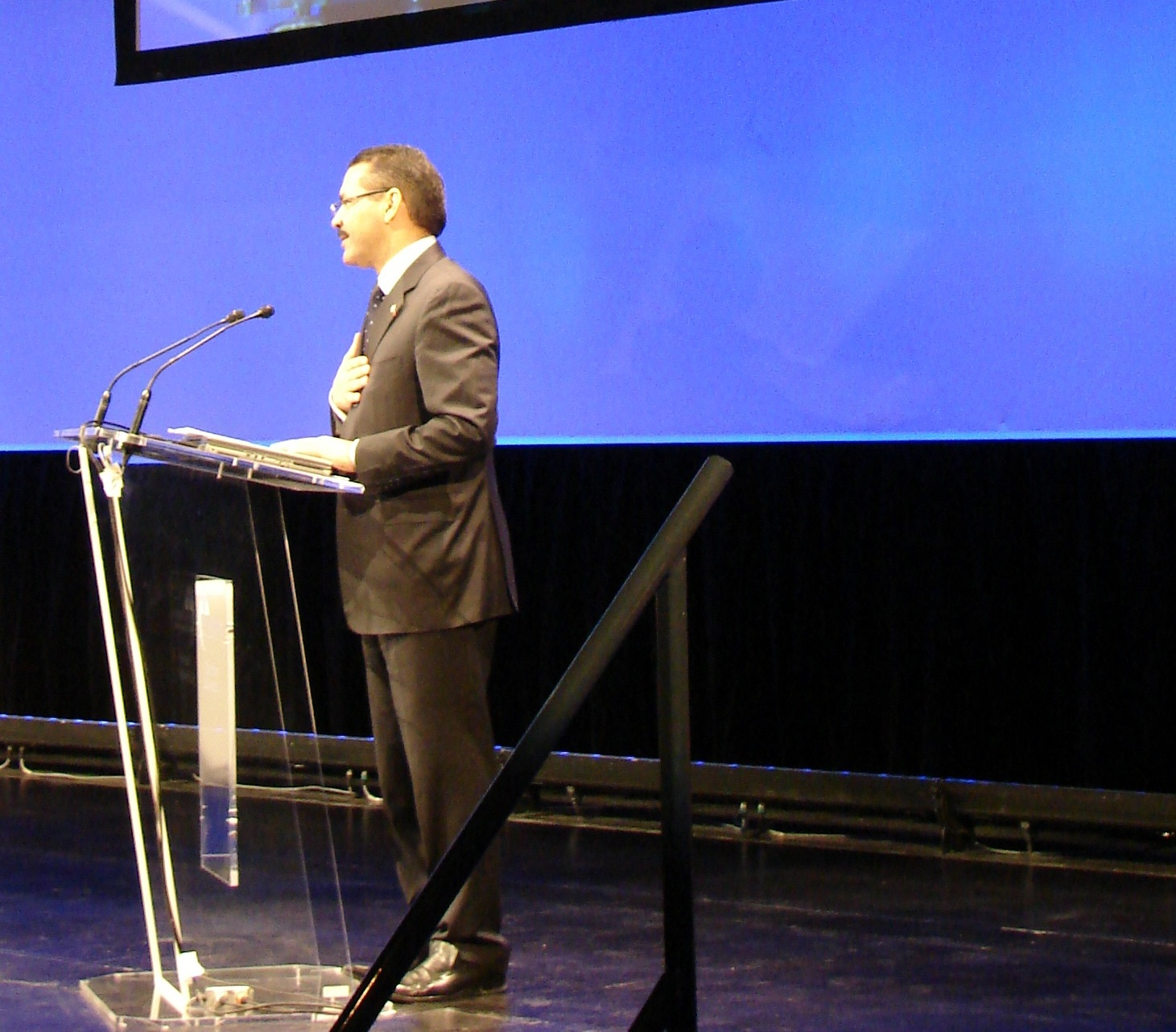
نوبل در ششمین کنگره جهانی در مورد مبارزه با دزدی و جعل در ۲۰۱۱

## اینترپل
نوبل در سال ۱۹۹۸ با حمایت جنت رینو هفتاد و هشتمین دادستان کل ایالات متحده آمریکا و با درخواست لوئیس فریح رئیس وقت اداره تحقیقات فدرال، اف‌بی‌آی که از نوبل خواست تا دبیر کلی اینترپل را بپذیرد. در سوم نوامبر ۲۰۰۳ موفق شد جایگزین ریموند کندال شود، نوبل در سن ۴۴ سالگی، به این سمت انتخاب شد، و نخستین غیر اروپایی و اولین غیر سفیدپوست آمریکایی بود که در تاریخ اینترپل در این سمت منصوب می‌شود.